# 旭村 (千葉県印旛郡)
旭村（あさひむら）は、千葉県印旛郡にあった村。現在の四街道市のほぼ総武本線以南と以北の鹿渡と中央に相等する（一部分は、現在の佐倉市へ編入）。

## 歴史
- 1889年（明治22年）4月1日 - 町村制施行に伴い、馬渡村、成山村、中台村、中野村、小名木村、和田村、上野村、南波左間村、和良比村、山梨村、鹿渡村、吉岡村が合併して発足。
- 1928年（昭和3年）3月21日 - 馬渡地区から出火、集落36戸全焼。死者1人。さらに和田村、根郷村にも飛び火した[1]。
- 1955年（昭和30年）3月10日 - ほぼ全域（馬渡を除く）が千代田町と合併し、四街道町を新設。一部の地域（馬渡）は佐倉市に編入。同日旭村廃止。

## 経済

### 産業
農業
『大日本篤農家名鑑』によれば旭村の篤農家は、「松井久三郎、梅澤常治郎、梅澤久五郎、小川鶴吉、大塚定吉、橋本常助」などである。

## 地域

### 教育

#### 小学校
- 旭村立旭小学校（現・四街道市立旭小学校）
- 旭村立四和小学校（旭小学校の分教所から昇格。四街道市立四和小学校とは同名同地であるが、直接の繋がりは無い）

#### 中学校
- 旭村立旭中学校

## 交通

### 鉄道
- 国鉄（JR東日本）
  - 総武本線：四街道駅

## 有名出身者
- 大塚常次郎（衆議院議員） - 嘉永4年、旭村山梨で生まれる。実家は代々名主で、農業と清酒業を営む。明治12年に山梨村ほか5か村の戸長を務め、明治17年に千葉の県会議員となる。大日本生命保険取締役、日本赤十字社社員、千葉商業銀行取締役、成田鉄道取締役、成田銀行監査役などを務め、衆議院議員に当選。鬼怒川水力電気の常務も務めた[3][4]。